# أروج كندي
أروج كندي (بالفارسية: اروج‌کندی) هي قرية تقع في قسم آواجيق الجنوبي الريفي (مقاطعة تشالدران) في إيران. يقدر عدد سكانها بـ 253 نسمة بحسب إحصاء 2016.